# Солдатские Выселки
Солдатские Выселки, Солдатовка — упразднённый в 1978 году посёлок в Знаменском районе Тамбовской области. Входил в состав Покрово-Марфинского сельсовета.

## География
Находился к югу от Булгаково-Дергачёвка, севернее села Покрово-Марфино, на реке Большая Липовица.

## История
Солдатские Выселки или образованы в 1911 году или впервые упомянуты в 1911 году (в епархиальных сведениях 1911 года по церковному приходу села Покрово-Марфино).
Упразднёна в 1978 году.

## Население
Согласно епархиальным сведениях 1911 года в 13 дворах проживало 93 человека, из них мужчин — 38, женщин — 55.
В 1932 году — 409 жителей.

## Инфраструктура
Личное подсобное хозяйство.

## Транспорт
Просёлочная дорога между Булгаково-Дергачёвкой и Тарбеевкой.